# Gonomyia fortibasis
Gonomyia fortibasis är en tvåvingeart som beskrevs av Alexander 1967. Gonomyia fortibasis ingår i släktet Gonomyia och familjen småharkrankar.
Artens utbredningsområde är Ecuador. Inga underarter finns listade i Catalogue of Life.